# Marion Aye
Marion Aye, en ocasiones escrito Maryon Aye, (5 de abril de 1903 – † 21 de julio de 1951) fue una actriz teatral y cinematográfica estadounidense que destacó por su actuación en varias películas de la década de 1920, principalmente comedias.
Nacida en Chicago, Illinois, fue "descubierta" por el legendario cineasta Mack Sennett. Además de actriz, era una buena bailarina, talento que exhibió en varios filmes. También actuó en dieciocho cortos del género western junto a Bob Reeves, época que marcó probablemente la cima de su carrera. Se cree que su primer marido, un agente de prensa, tuvo parte importante en la selección de Aye como una de las WAMPAS Baby Stars en 1922. 

## Filmografía
- 1926: Irene .............. Helen Cheston
- 1924: Carne de mar .......... Chica Marrat
- 1924: El último varón sobre la Tierra
- 1923: The Meanest Man in the World ............. Nellie Clarke
- 1923: The Eternal Three ........... Mucama
- 1922: The Punctured Prince (cortometraje) ............ Una vampireza
- 1922: The Weak-End Party (cortometraje) ........... Lily, la chica del cumpleaños
- 1922: The Claim Jumpers (cortometraje)
- 1922: His Brother's Blood (cortometraje)
- 1922: West Meets East (cortometraje)
- 1922: Phantom of the Hills (cortometraje)
- 1922: No Man's Gold (cortometraje)
- 1922: Double Reward (cortometraje)
- 1922: Streak of Yellow (cortometraje)
- 1921: The Vengeance Trail .......... Grace Winwood
- 1921: Montana Bill
- 1921: The Hick (cortometraje) .......... La hija del granjero
- 1920: Pretty Lady (cortometraje)
- 1919: Hearts and Flowers (Cortometraje)

## Suicidio
Su aislamiento de la industria cinematográfica, que había prácticamente olvidado a la anterior estrella, originó su primer intento de suicidio en 1935. En los años siguientes tuvo otros varios intentos, hasta que finalmente falleció por uno de ellos en 1951 en Hollywood, California, tras ingerir veneno en una habitación de un motel en Culver City. Su padre informó que la veía desanimada después de no poder conseguir un papel para televisión. Su segundo marido, el comediante Ross Forester, estaba angustiado, explicando que él pensó que su esposa estaba bromeando acerca de su decisión de quitarse la vida.